# Hamnholmen, Ingå
Hamnholmen är en ö i Finland. Den ligger i Finska viken och i kommunen Ingå i den ekonomiska regionen  Raseborg i landskapet Nyland, i den södra delen av landet. Ön ligger omkring 46 kilometer väster om Helsingfors.
Öns area är 7,9 hektar och dess största längd är 420 meter i sydöst-nordvästlig riktning.